# Alienware
Pour les articles homonymes, voir Alien.
Alienware Corporation est une entreprise américaine de matériel informatique fondée en 1996, basée à Miami et filiale du constructeur Dell depuis 2006.
Les ordinateurs Alienware sont orientés vers le marché des joueurs de jeu vidéo et reconnaissables à un logo représentant une tête d'extraterrestre (« Alien », en anglais). Configurables et assemblés sur mesure, ils ont pour objectif principal d'offrir les dernières technologies disponibles en matière d'ordinateurs personnels et ordinateurs portables spécialisés pour l'édition audio et vidéo, en particulier dans le domaine des jeux vidéo.

## Historique
Le nom Alienware est inspiré de la série télévisée américaine X-Files : Aux frontières du réel, suivie par les deux fondateurs de l'entreprise Nelson Gonzalez et Alex Aguila. Les noms, le design, les effets de Tuning PC et l'identité visuelle très caractéristique de leurs produits Area 51[Lequel ?] (Zone 51) ou MJ-12 sont dérivés de cette série...
La gamme Alienware vise à l'origine le marché des joueurs de jeu vidéo (gamers) avec des ordinateurs typés haut de gamme au design très travaillé, à hautes performances et tarifs assez élevés. Les dirigeants orientent rapidement leur production vers un OEM en commercialisant des machines assemblées avec les composants les plus performants du marché, selon la demande de la clientèle.

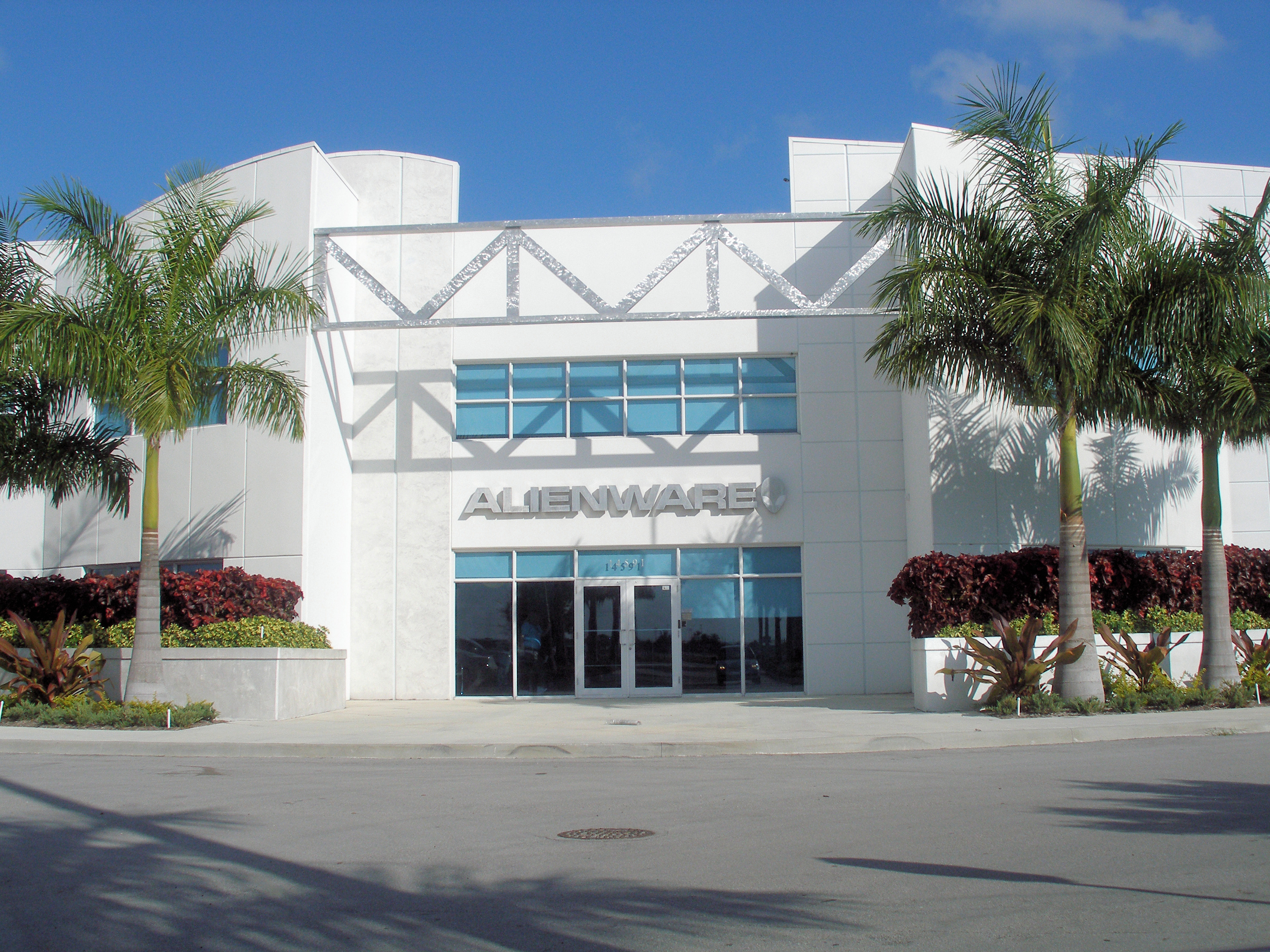
Siège d'Alienware à Miami en Floride.

## Économie
En 2002, Alienware commence par distribuer ses produits par les services de sociétés de commerce de détail comme Best Buy et CompUSA, puis se réoriente rapidement vers la vente directe.
En 2005, la société réalise un chiffre d'affaires de près de 170 millions de dollars US, avec des dépenses réduites au minimum pour faciliter son extension internationale, initiée en 2003 en Australie, au Canada, en France, en Allemagne, au Royaume-Uni et au Costa Rica.

## Marketing
Alienware a sponsorisé le développement de jeux gratuits en 3D mettant en scène leur mascotte.

## Gamme d'ordinateurs
La gamme Alienware se divise en deux : PC de bureau et PC portables.

### PC de bureau
- Alienware X51
- Alienware Alpha
- Alienware Area
- Alienware Aurora

### PC portables
18 pouces
Introduit en 2011, il est considéré comme un remplacement pour la conception M17x, mais avec un châssis plus grand permettant d'avoir un écran de 18,4 pouces. Il embarque deux ports MXM 3.0b permettant d'installer deux cartes graphiques. Son clavier dispose de touches dédiées aux macros et peut embarquer en option des processeurs overclockable. Il peut être configuré avec de multiples options de stockage, notamment à base de SSD.
Il a été régulièrement mis à jour afin de profiter des dernières technologies mais n'est plus offert depuis 2015, après qu'ait été introduite la gamme des 15 pouces.
|                      | M18x                                                   | M18x R2                                                | Alienware 18(2013)                               | Alienware 18 (2014)          | Alienware 18 (2015)          |
| -------------------- | ------------------------------------------------------ | ------------------------------------------------------ | ------------------------------------------------ | ---------------------------- | ---------------------------- |
| Année d'introduction | 2011 (interrompu)                                      | 2012 (interrompu)                                      | 2013 (interrompu)                                | 2014 (interrompu)            | 2015 (interrompu)            |
| Taille d'écran       | 18,4 pouces                                            | 18,4 pouces                                            | 18,4 pouces                                      | 18,4 pouces                  | 18,4 pouces                  |
| Processeurs          | Intel Sandy Bridge                                     | Intel Sandy Bridge Intel Ivy Bridge                    | Intel Haswell                                    | Intel Haswell                | Intel Haswell                |
| Carte graphique      | AMD Radeon série 6000 (M) Nvidia GeForce série 500 (M) | AMD Radeon série 7000 (M) Nvidia GeForce série 600 (M) | AMD Radeon R9 M290X Nvidia GeForce série 700 (M) | Nvidia GeForce série 800 (M) | Nvidia GeForce série 900 (M) |
| Capacité RAM         | jusqu'à 32 Go de DDR3-1600                             | jusqu'à 32 Go de DDR3-1600                             | jusqu'à 32 Go de DDR3-1600                       | jusqu'à 32 Go de DDR3-1600   | jusqu'à 32 Go de DDR3-1600   |
| Divers               | /                                                      | /                                                      | Parfois appelé M18x R3 Viking                    | Parfois appelé M18x R3       | Réédition limitée            |

17 pouces
Introduit en 2009, il est le premier ordinateur portable proposé par Alienware après le rachat de la firme par Dell. Le nom et une partie de la conception est basée sur l’ordinateur 17 pouces de la firme, le Alienware M17.
Il a été régulièrement mis à jour au gré de révisions ou de changement de châssis.
|                 | Année d'introduction | Taille d'écran | Processeurs                   | Carte graphique                                        | Capacité RAM               | Divers                                                                                   |
| --------------- | -------------------- | -------------- | ----------------------------- | ------------------------------------------------------ | -------------------------- | ---------------------------------------------------------------------------------------- |
| M17x            | 2009 (interrompu)    | 17,3 pouces    |                               |                                                        |                            | Double port MXM 3.0b                                                                     |
| M17x R2         | 2010 (interrompu)    | 17,3 pouces    | Intel Core i5/i7              |                                                        |                            | Double port MXM 3.0b                                                                     |
| M17x R3         | 2011 (interrompu)    | 17,3 pouces    | Intel Sandy Bridge            | AMD Radeon série 6000 (M) Nvidia GeForce série 500 (M) | jusqu'à 32 Go de DDR3-1600 | Nouveau châssis Retrait du double port MXM 3.0b                                          |
| M17x R4         | 2012 (interrompu)    | 17,3 pouces    | Intel Ivy Bridge              | AMD Radeon série 7970M Nvidia GeForce série 600 (M)    | jusqu'à 32 Go de DDR3-1600 |                                                                                          |
| Alienware 17    | 2013 (interrompu)    | 17,3 pouces    | Intel Haswell                 | AMD Radeon R9 M290X Nvidia GeForce série 700 (M)       | jusqu'à 32 Go de DDR3-1600 | Nouveau châssis Parfois appelé M17x R5 Ranger                                            |
| Alienware 17 R2 | 2014 (interrompu)    | 17,3 pouces    | Intel Haswell                 | Nvidia GeForce série 800 (M)                           | jusqu'à 32 Go de DDR3-1600 | Apparition du port Graphic Amplifier Processeur soudés à la carte mère (plus socketable) |
| Alienware 17 R3 | 2015 (interrompu)    | 17,3 pouces    | Intel Skylake                 | Nvidia GeForce série 900 (M)                           |                            |                                                                                          |
| Alienware 17 R4 | 2016                 | 17,3 pouces    | Intel Skylake Intel Kaby Lake | AMD RX 470 Nvidia GeForce série 10                     |                            | Nouveau châssis                                                                          |
| Alienware 17 R5 | 2018                 | 17,3 pouces    | Intel Coffee Lake             | AMD RX 570 Nvidia GeForce série 10                     |                            |                                                                                          |

15 pouces
- M15x (Interrompu) - Introduit en 2009
- M15x-R2 (Interrompu) - 2010 révision de la M15x, avec Nvidia GeForce série 200 et l'ajout du support pour Intel i5 et i7.
- Alienware 15 - ici à 2015 la révision de la M15x, mis à jour avec Intel Haswell Processeurs et Nvidia GeForce série 900. Écran mat Caractéristiques de FHD ou écran tactile UHD. Elle dispose d' un port sur l'arrière pour Amplificateur Graphique.
- Alienware 15 R2 - 2015 rafraîchissement de l'Alienware 15, mis à jour avec les processeurs Intel Skylake et en utilisant les mêmes chipsets graphiques NVIDIA. Utilise mêmes écrans FHD et UHD et le port Amplificateur Graphique à l'arrière.

14 pouces
- M14x (Interrompu) - Introduit en 2011 comme un remplacement pour le M15x, avec Nvidia GeForce série 500 et de soutien pour Intel i5 et i7.
- M14x-R2 (Interrompu) - révision 2012 du M14x, mis à jour avec Intel Ivybridge Processeurs et Nvidia GeForce série 600 et Blu-ray fente lecteur.
- Alienware 14 (Fin de série) - 2013 rafraîchissement du M14x, mis à jour avec Intel Haswell Processeurs et Nvidia GeForce série 700 et Blu-ray fente lecteur avec le nouveau lifting et la conception du corps. Il dispose également d' un écran IPS. Commercialisés comme "Alienware 14" , mais répertorié dans certains pays et détails de la commande comme "M14XR3".

13 pouces
- Alienware 13 - Introduit en 2014 comme un remplacement pour le M11x, avec Nvidia GeForce GTX 860M et ULV Intel i5 ou i7. Caractéristiques HD ou un écran d'affichage mat FHD de ou QHD tactile. Le plus mince ordinateur portable de jeu Alienware à ce jour. Mise à jour avec Nvidia GeForce GTX 960M en 2015. Un port à l'arrière pour l' amplificateur Graphique.

11,6 pouces
- M11x (Interrompu) - D' abord présenté au début de 2010, il est le plus petit format de jeu portable Alienware. Il était équipé de deux processeurs Penryn-core, un SU4100 Pentium au niveau d'entrée et un Core 2 Duo SU7300 au haut de gamme. Conduire l'écran 11,6 pouces sont deux processeurs vidéo, un GMA 4500MHD intégré et discret 335M GeForce GT de NVIDIA avec sa propre 1 Go de RAM DDR3.
- M11x-R2 (Interrompu) - Fin 2010 révision de la M11x; le premier à utiliser ultra-basse tension Arrandale Core i5 et i7 processeurs Intel. La révision a également ajouté un "soft-touch" extérieur caoutchouté à la conception. Le même 335M GT est utilisé pour lavidéo; Cependant, la technologie Optimus de NVIDIA a été ajouté pour passer automatiquement entre elle et le GMA 4500MHD encore utilisé.
- M11x-R3 (Interrompu) - 2011 révision de la M11x; Ajout du support pour la deuxième génération de la mobilité série Core i5 et i7 processeurs Intel et a été le premier à inclure un i3 dans sa gamme. Il a également reçu un disque dur standard 500 GB 7200 tr/min, ainsi que la configuration standard-for-M11x ligne dual-GPU combinant discrète GeForce GT 540M de NVIDIA pour les jeux haut de gamme et HD Graphics intégrée Intel 3000 pour les jeux plus anciens et l' utilisation de l' application. À la fin de 2011, une deuxième révision de la conception de la carte mère utilisée sur la série R3 a été mis à disposition sur un nombre limité d'ordinateurs portables. Cette deuxième version a utilisé le GF108 plus puissant chipset Nvidia, la Nvidia GeForce GT 550M avec 1 Go demémoire vidéo.

En 2012, Alienware a annoncé que le modèle M11x serait interrompu en raison de la diminution des intérêts des consommateurs dans le petit facteur de forme ordinateurs portables de jeu. La société a continué à offrir des modèles rafraîchis pour le reste de leur gamme d'ordinateur portable: le M14x, M17x et M18x .

## Informatique par Alienware

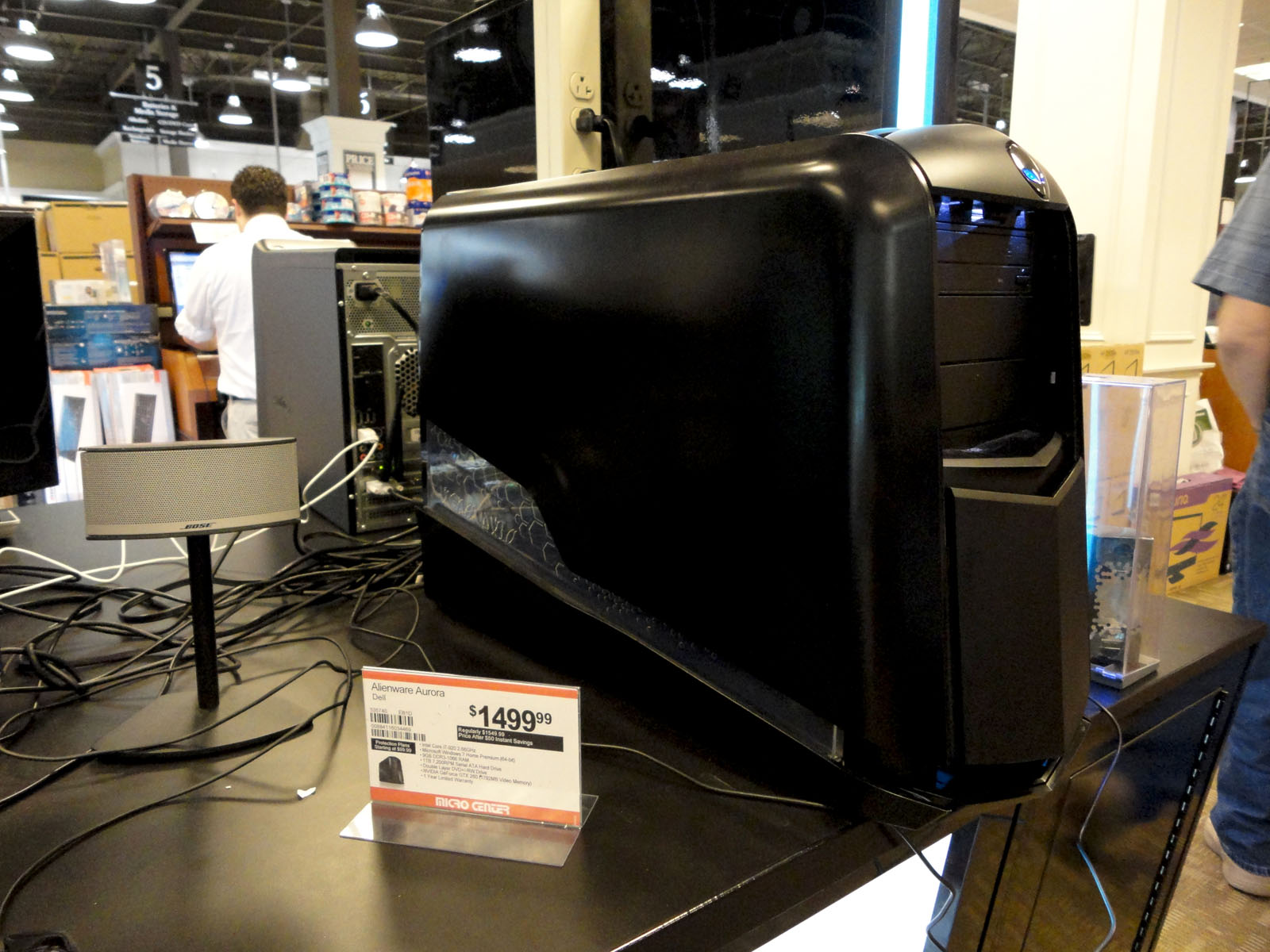
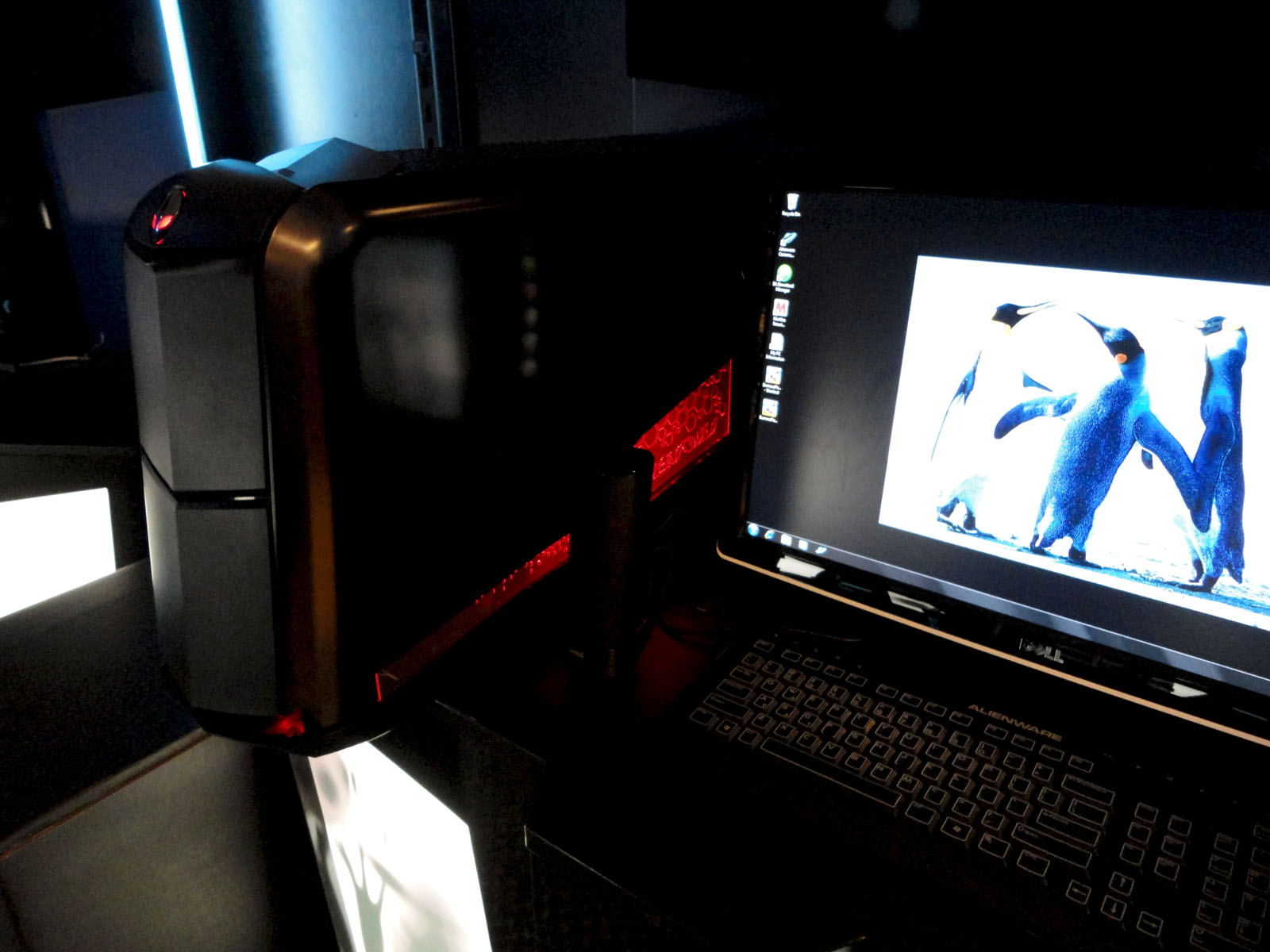
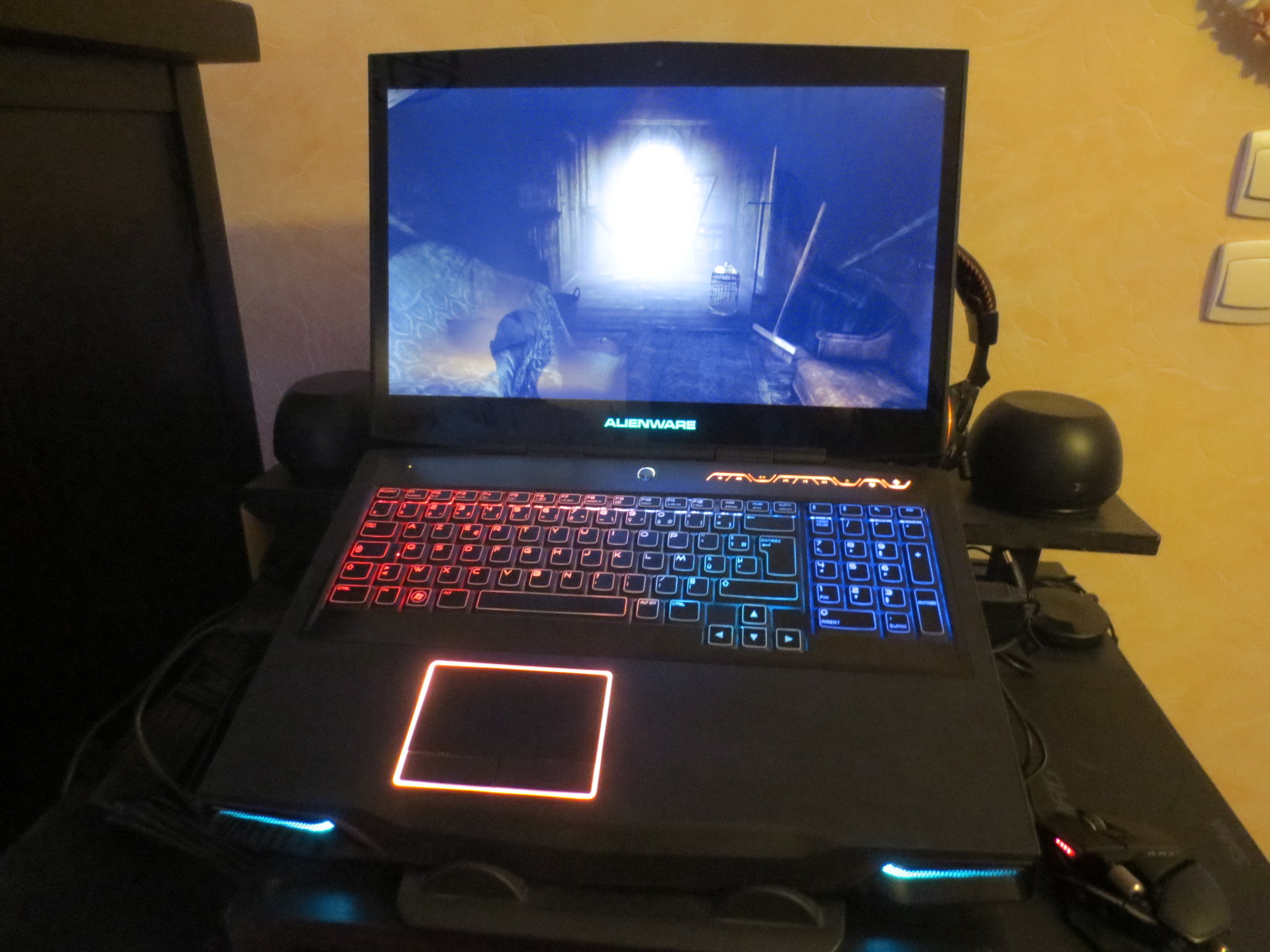
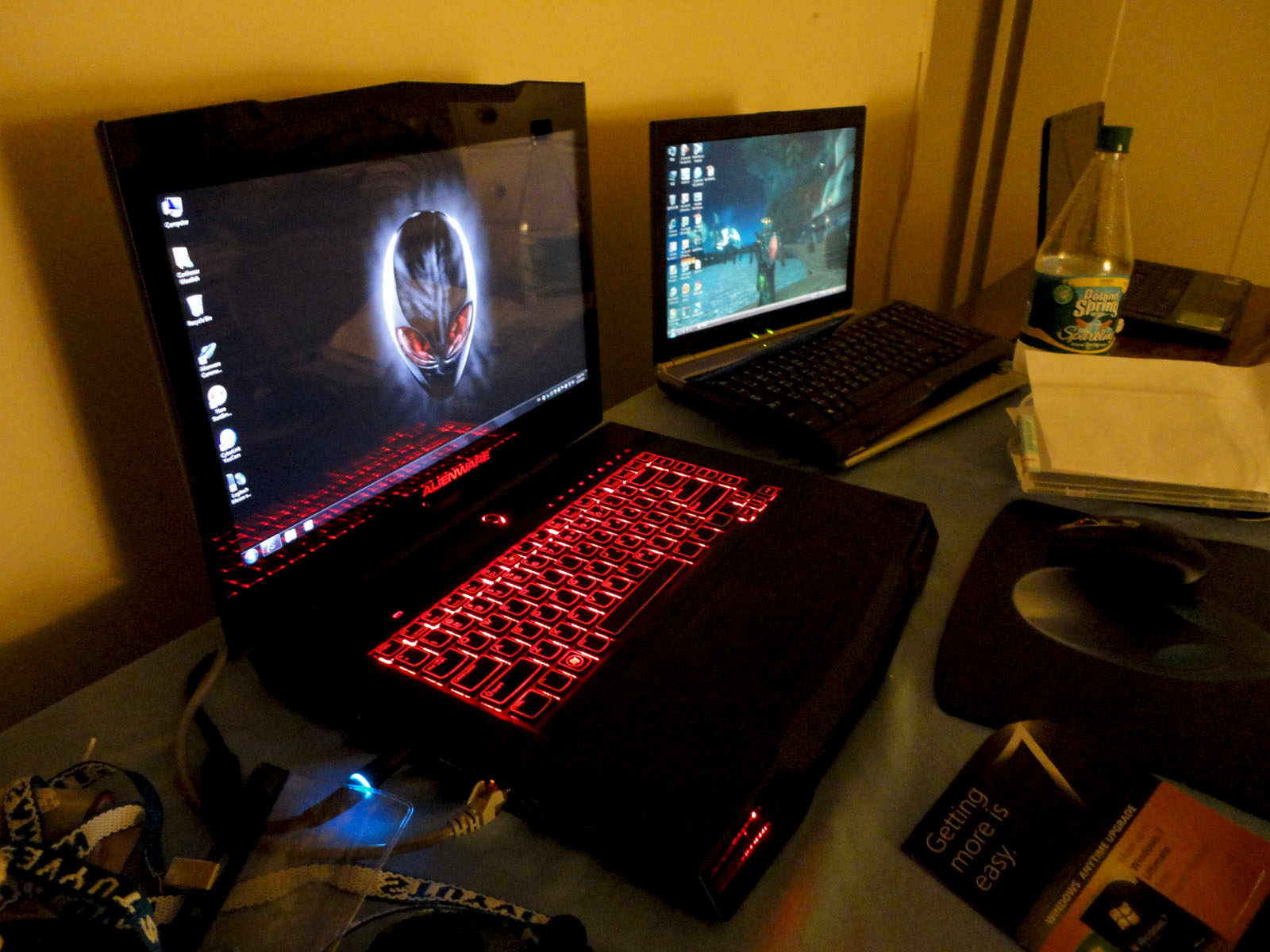
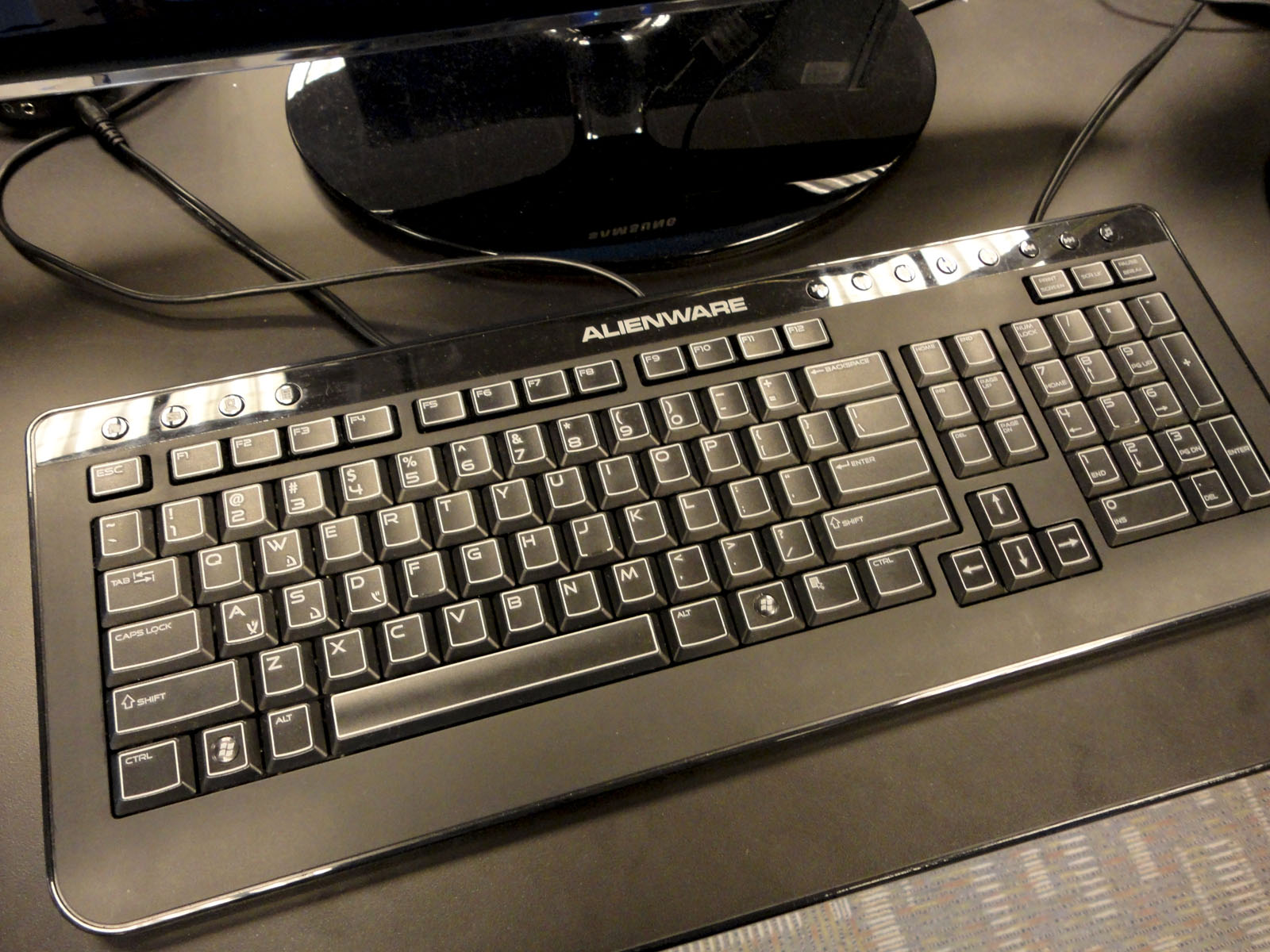

## Concurrents
Les principaux concurrents d'Alienware sont :
- MSI qui produit des ordinateurs de jeux portables (Série G) et de bureaux.
- Hewlett-Packard et sa gamme « Omen ».
- Asus et ses ordinateurs gamer « ROG » (Republic Of Gamers).
- Falcon Northwest, WidowPC et Velocity Micro qui assemblent des ordinateurs sur mesure. Ils sont peu connus en France.
- Acer et sa gamme « Predator ».
- Lenovo et sa gamme « Legion ».

## Référence
- (en) Cet article est partiellement ou en totalité issu de l’article de Wikipédia en anglais intitulé « Alienware » (voir la liste des auteurs).